# Motala AIF FK
Maillots
Le Motala AIF FK est un club suédois de football basé à Motala.
Le club évolue en première division suédoise lors de la saison 1957-1958.

## Historique
- 1907 : fondation du club